# Световна боксова асоциация
Световна боксова асоциация (на английски: World Boxing Association) е международна организация за професионален бокс.

## История
Тази организация притежава неправителствен статут и награждава със световната титла на WBA. Наследник е на Националната Боксова Асоциация, създадена през 1921 г. в САЩ. Тя е съставена от представителни боксови организации от 13 щата, които да се противопоставят на силата на Нюйоркската Щатска Комисия по Атлетика. Тя и НБА често обявяват за шампиони двама боксьори в една и съща категория и става трудно да се определи кой е истинския шампион.
Със течение на времето, бокса добива международна популярност и през 1962 г., НБА си сменя името, с което е позната и до днес – Световна Боксова Асоциация. До 1974 г., членовете на асоциацията остават главно американци, но през същата година, двама панамски боксьори манипулират правилата на асоциацията, така че мнозинството членове да даде право на глас на латиноамериканските страни.
От 1982 г., президент е Жилберто Мендоса. През 90-те години, WBA мести главните си офиси от Панама Сити в Каракас, Венецуела. През 2007 г., офисите се местят отново в Панама Сити.

## Скандали
От години насам, WBA е заливана с обвинения за корупция. В статия в Sports Illustrated през 1981 г., съдия от асоциацията разкрива, че е бил повлиян от президента да свири в полза на някои определени боксьори. освен това в статията са описани най-различни подкупи, давани на съдиите на WBA, които в замяна да „подарят“ титлите на WBA на боксьорите.

## Супер-титли
WBA официално разпознава носители на титли на WBC, WBO и IBF. Според правилата си, WBA нарича шампион, който има две или повече титли в една категория „неоспорим шампион“ (undisputed champion). Това важи дори, ако боксьора няма титлата на WBA, например:
През септември 2008 г., Нейт Кембъл е определен като „неоспорим шампион“ с титлите си в лека категория на WBO и IBF, докато шампион на WBA в лека категория е Юсуке Кобори.
Ако обаче, един боксьор притежава две или повече титли в една категория, включително и тази на WBA, той е повишен в „супер шампион“(super champion).
За да бъде повишен от неоспорим в супер шампион, един боксьор трябва успешно да защити титлите си 5 пъти.

## Настоящи носители на титлите на WBA
| Категория:       | Шампион:                                        | Шампион от:      |
| ---------------- | ----------------------------------------------- | ---------------- |
| Суперлека        | Хирото Кигоючи 31 декември 2012                 |                  |
| Лека муха        | Роман Гонзалес (Супер шампион) 4 февруари, 2011 |                  |
| Лека муха        | Казуто Йока                                     | 31 декември 2012 |
| Муха             | Артьом Далакян 17 ноември 2012                  |                  |
| Муха             | Хуан Карлос Ревеко                              | 17 ноември 2012  |
| Супермуха        | Калид Яфай                                      | 31 декември 2012 |
| Петел            | Нонито Доаире (Супер шампион) 31 май 2008       |                  |
| Петел            | Коки Камеда                                     | 4 април 2012     |
| Суперпетел       | Дани Роман (супер шампион)                      | 20 януари 2012   |
| Перо             | Лео Санта Круз (Супер шампион)                  | 1 ноември 2003   |
| Перо             | Ксу Кан                                         | 8 декември 2012  |
| Супер перо       | Джервонтей Дейвис (супер шампион)               | 11 януари 2010   |
| Лека             | Василий Ломаченко (Супер шампион)               | 28 февруари 2013 |
| Лека полусредна  | Риджъс Прогрей                                  | 13 април 2019    |
| Лека полусредна  | Какиб Аллахвердиев                              | 30 ноември 2012  |
| Полусредна       | Мани Пакиао (супер шампион)                     | 20 юли 2019      |
| Тежка полусредна | Джулиън Уилиъмс (Супер шампион)                 | 15 май 2019      |
| Тежка полусредна | Браян Кастаньо                                  | 6 февруари 2011  |
| Средна           | Канело Алварес                                  | 14 октомври 2010 |
| Суперсредна      | Калъм Смит (Супер шампион)                      | 21 ноември 2009  |
| Суперсредна      | Канело Алварес                                  | 15 декември 2018 |
| Лека Тежка       | Дмитрий Бивол                                   |                  |
| Лека Тежка       | Джийн Паскал (временен шампион)                 | 3 август 2019    |
| Полутежка        | овакантена                                      |                  |
| Тежка            | Анди Руис (Супер шампион)                       | 1 юни 2019       |